# 李相勲
李 相勲（イ・サンフン、이상훈、り そうくん、1973年12月2日 - ）は、韓国の囲碁棋士。京畿道出身、洪鐘賢九段門下、沖岩高等学校卒業。韓国棋院所属、九段。KBS杯バドゥク王戦準優勝など。
同名の李相勲九段（1975年生、李世乭の兄）と区別して、年長の李が大李相勲等と書かれることもある。

## 経歴
龍仁生まれ。1986年、世界青少年囲碁選手権大会で優勝。1989年入段。1990年国手戦本戦、名人戦リーグ入り。1991年王位戦リーグ入り。1997年五段。1998年三星火災杯世界オープン戦出場。1999年六段。2000年LG杯棋王戦出場。2002年、LG杯棋王戦でベスト16。同年KBS杯バドゥク王戦決勝で李昌鎬に1-2で敗れ準優勝。2003年、韓国ドリームリーグ出場。2004年棋聖戦ベスト4、八段。
2005年九段、棋士の河好貞二段と結婚、韓国では2番目の棋士夫婦となる。2008年、韓国囲碁リーグ出場。

### 主な棋歴
- LG杯世界棋王戦 ベスト16 2002年（○王銘琬、×李世乭）
- KBS杯バドゥク王戦 準優勝 2002年